# Dospat
Dospat (búlgaro: Доспат) é uma cidade da Bulgária, localizada no distrito de Smolyan. A sua população era de 2,604 habitantes segundo o censo de 2010.

## População
| Dospat | Dospat | Dospat | Dospat | Dospat | Dospat | Dospat | Dospat | Dospat | Dospat | Dospat | Dospat | Dospat | Dospat | Dospat | Dospat | Dospat | Dospat | Dospat | Dospat |
| --- | ------ | ------ | ------ | ------ | ------ | ------ | ------ | ------ | ------ | ------ | ------ | ------ | ------ | ------ | ------ | ------ | ------ | ------ | ------ |
| Ano | 1887   | 1910   | 1934   | 1946   | 1956   | 1965   | 1975   | 1985   | 1992   | 2001   | 2002   | 2003   | 2004   | 2005   | 2006   | 2007   | 2008   | 2009   | 2010   |
| População |        |        |        | …      | …      | …      | 2,553  | 2,671  | 2,736  | 2,767  | 2,758  | 2,764  | 2,727  | 2,708  | 2,682  | 2,668  | 2,648  | 2,637  | 2,604  |
| Fontes: Instituto Nacional de Estatísticas, „citypopulation.de“, „pop-stat.mashke.org“, Bulgarian Academy of Sciences |        |        |        |        |        |        |        |        |        |        |        |        |        |        |        |        |        |        |        |